# Dicranomyia dreisbachi
Dicranomyia dreisbachi là một loài ruồi trong họ Limoniidae. Chúng phân bố ở miền Tân bắc.